# Молодёжная сборная СССР по хоккею с мячом
Молодёжная сборная СССР по хоккею с мячом — представляла Советский Союз на международных соревнованиях по хоккею с мячом среди игроков не старше 23 лет до распада СССР в 1991 году.
Впервые была созвана в 1983 году для подготовки к международному турниру в Сыктывкаре, который в итоге не состоялся. Вместо этого команде пришлось провести ряд товарищеских матчей с основной сборной, а также с клубами «Фили» и «Вымпел».
В 1988 году сыграла товарищеские матчи со взрослыми сборными Норвегии (7:2) и Швеции (1:4), годом позже — два домашних матча со шведскими сверстниками (4:1 и 3:3), а также игру в Будапеште против шведского клуба «Сириус» (10:3)
В марте 1989 года приняли участие в «Кубке Непштадиона», посвященном вступлению Венгрии в ИБФ. В полуфинале сборная уступила «Сириусу» 2:5, а в матче за 3-е место со счётом 8:2 победила хозяев турнира — сборную Венгрии.
В первый и последний раз приняла участие в молодёжном чемпионате мира 1990 года в Швеции, в котором одержала победу. В решающем матче кругового турнира сыграв в основное время вничью 4:4 со сборной Швеции и набрав одинаковое количество очков, завоевала золотые медали, победив в серии 12-метровых ударов (4:2).
С распадом СССР в 1991 году прекратила своё существование.

## Главные тренеры
| Главный тренер     | Годы работы |
| ------------------ | ----------- |
| Михаил Ханин       | 1983—1985   |
| Виталий Петровский | 1990        |